# Achatinellidae
Die Achatinellidae sind eine Familie landlebender, tropischer Schnecken aus der Unterordnung der Landlungenschnecken (Stylommatophora). Es ist die einzige Familie der Überfamilie Achatinelloidea. Gelegentlich wird für die Familie auch der deutsche Trivialname Baumschnecken benutzt, der jedoch auch für Arten aus der Überfamilie Helicoidea angewendet wird und deshalb für diese tropische Familie nicht verwendet werden sollte.

## Merkmale
Die Gehäuse sind rechts oder links gewunden, und sehr eng bis ungenabelt. Sie sind vorwiegend hochkonisch, länglich-eiförmig und von kleiner bis mittlerer Größe. Die embryonalen Windungen sind glatt oder schwach spiralig gestreift. Die späteren Windungen, fünf bis sieben an der Zahl, sind glatt oder radial berippt. Die relativ große Mündung kann durch parietale oder Spindellamellen modifiziert sein. Die Mündungsränder können einfach, umgebogen oder verdickt sein. Eine Innenlippe ist mit wenigen Ausnahmen nicht ausgebildet. Im Genitalapparat ist am Penis generell kein Epiphallus ausgebildet. Die inneren Wände des Penis weisen die charakteristischen „achatinelliden“ Pfeiler auf, die aber auch modifiziert sein können. Der peniale Appendix ist meist vorhanden, kann aber auch modifiziert oder reduziert sein oder auch ganz fehlen. Der peniale Retraktormuskel ist meist verzweigt, seltener auch nur einfach. Die Prostata besteht aus wenigen bis zahlreichen, fingerförmigen bis einfachen Acini an der Basis der Albumin-Drüse oder ausgestreckt entlang des Uterus. Ein Blindsack fehlt. Der Stiel der Spermathek weist kein Divertikel auf.

## Geographisches Vorkommen und Lebensweise
Die Arten der Familie kamen ursprünglich wohl nur auf den Inseln des Pazifischen Ozeans vor. Darunter sind viele endemische Arten, deren Vorkommen auf eine einzige Insel beschränkt ist. Einige Arten sind (inzwischen) auch in Indonesien und auf einigen Inseln des Indischen Ozeans verbreitet. Vermutlich kamen sie auf diese Inseln durch anthropogene Verschleppung oder wurden eingeführt. 

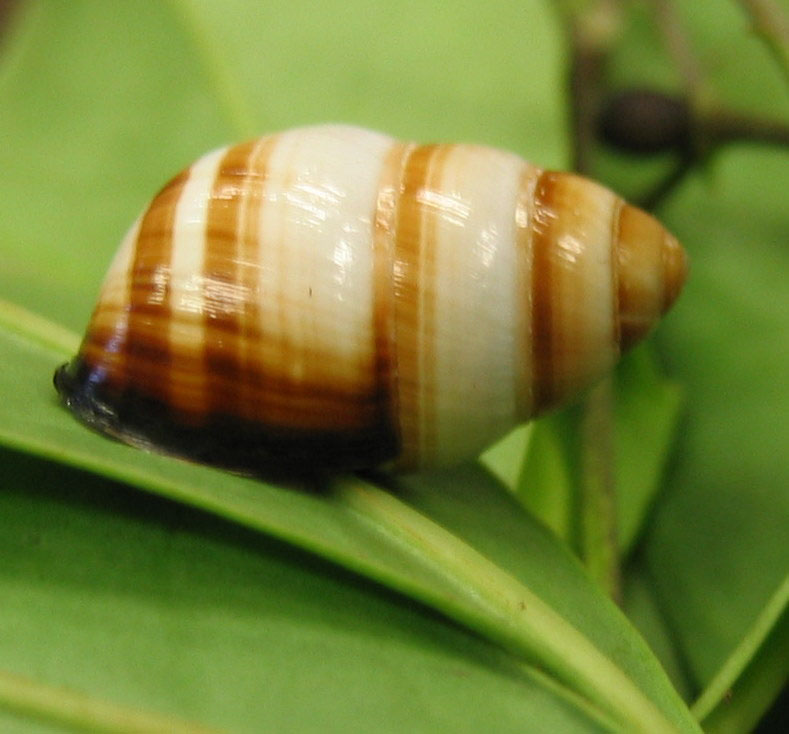
Achatinella bulimoides, Ko'olau Mountains, Oʻahu, Hawaii

## Systematik
Die Überfamilie beinhaltet nach Bouchet & Rocroi (2005) nur die namengebende Familie Achatinellidae. Schileyko (1998) weist der Überfamilie auch die Familie Amastridae zu, die von Bouchet & Rocroi dagegen zur Überfamilie Cochlicopoidea gestellt wird.
- Überfamilie Achatinelloidea Gulick, 1873
  - Familie Achatinellidae Gulick, 1873
    - Unterfamilie Achatinellinae Gulick, 1873
      -         - Gattung Partulina L. Pfeiffer, 1854 (mit den Untergattungen Partulina (Partulina) L. Pfeiffer, 1854, Partulina (Eburnella) Pease, 1870, Partulina (Partulinella) Hyatt, 1914 und Partulina (Baldwinia) Ancey, 1899)
        - Gattung Achatinella Swainson, 1828 (mit den Untergattungen Achatinella (Achatinella) Swainson, 1828, Achatinella (Achatinellastrum) L. Pfeiffer, 1854 und Achatinella (Bulimella) L. Pfeiffer, 1854)
        - Gattung Perdicella Pease, 1869
        - Gattung Newcombia L. Pfeiffer, 1854

    - Unterfamilie Auriculellinae Odhner, 1921
      -         - Gattung Auriculella L. Pfeiffer, 1855
        - Gattung Gulickia Cooke, 1915
        - ?Gattung Laminella L. Pfeiffer, 1854

    - Unterfamilie Elasmatininae Iredale 1937 (syn.: Pitysinae Cooke & Kondo, 1960)
      - Tribus Elasmatini Iredale, 1937
        - Gattung Strobilus Anton, 1839 (mit den Untergattungen Strobilus (Strobilus) Anton, 1838, Strobilus (Tautautua) Cooke & Kondo, 1961, Strobilus (Tanga) Cooke & Kondo, 1961)
        - Gattung Apopitys Cooke & Kondo, 1961
        - Gattung Pukunia Cooke & Kondo, 1961
        - Gattung Mitiperua Cooke & Kondo, 1961
        - Gattung Taitaa Cooke & Kondo, 1961 (mit den Untergattungen Taitaa (Taitaa) Cooke & Kondo, 1961, Taitaa (Taireva) Cooke & Kondo, 1961, Taitaa (Taraia) Cooke & Kondo, 1961)
        - Gattung Maitua Cooke & Kondo, 1961
        - Gattung Lamellovum Pilsbry, 1910
        - Gattung Pitys Mörch, 1852
        - Gattung Mangaoa Cooke & Kondo, 1961

      - Tribus Antonellini Cooke & Kondo, 1961
        - Gattung Antonella Cooke & Kondo, 1961
        - Gattung Perahua Cooke & Kondo, 1961

      - Tribus Tubuaiini Cooke & Kondo, 1961
        - Gattung Celticola Cooke & Kondo, 1961 (mit den Untergattungen Celticola (Celticola) Cooke & Kondo, 1961, Celticola (Nesonoica) Cooke & Kondo, 1961, Celticola (Meryticola) Cooke & Kondo, 1960)
        - Gattung Tubuaia Cooke & Kondo, 1961

    - Unterfamilie Pacificellinae Steenberg, 1925
      - Tribus Pacificellini Steenberg, 1925
      - Tribus Lamellideini Cooke & Kondo, 1961 (wird von Schileyko (1998) als Unterfamilie angesehen)
        - Gattung Tornatellinops Pilsbry & Cooke, 1915 (wird von Schileyko als Typusgattung einer Tribus Tornatellinopseinae betrachtet)
        - Gattung Lamellidea Pilsbry, 1910 (mit den Untergattungen Lamellidea (Lamellidea) Pilsbry, 1910, Lamellidea (Elamellidea) Cooke & Kondo, 1960, Lamellidea (Auhea) Kondo, 1962)

    - Unterfamilie Tekoulininae Solem, 1972
      -         - Gattung Tekoulina Solem, 1972

    - Unterfamilie Tornatellidinae Cooke & Kondo, 1961
      - Tribus Tornatellidini Cooke & Kondo, 1961
        - Gattung Tornatellides Pilsbry, 1910 (mit den Untergattungen Tornatellides (Tornatellides) Pilsbry, 1910, Tornatellides (Aedituans) Cooke & Kondo, 1961, Tornatellides (Ambrosiella) Odhner, 1963 und Tornatellides (Waimea) Pilsbry & Cooke, 1915)

      - Tribus Tornatellariini Cooke & Kondo, 1961
        - Gattung Philopoa Cooke & Kondo, 1961
        - Gattung Tornatellaria Pilsbry, 1910

    - Unterfamilie Tornatellininae Sykes, 1900
      - Tribus Tornatellinini Sykes, 1900
        - Gattung Tornatellina Pfeiffer, 1842
        - Gattung Fernandezia Pilsbry, 1910

      - Tribus Elasmiatini Kuroda & Habe, 1949
        - Gattung Elasmias Pilsbry, 1910